# Edwig Van Hooydonck
Edwig Van Hooydonck (Ekeren, Anvers, 4 d'agost de 1966) és un ciclista belga, ja retirat, que fou professional entre el 1986 i el 1996. Especialista en clàssiques, les seves principals victòries foren dues edicions del Tour de Flandes, el 1989 i 1991, i quatre edicions de la Fletxa Brabançona. També guanyà una etapa de la Volta a Espanya de 1992.
Es va retirar del ciclisme professional perquè sentia que ja no podia competir amb altres ciclistes, que en aquell moment començaven a dopar-se, sense fer trampes ell mateix.

## Palmarès
- 1987
  - 1r a la Fletxa Brabançona
- 1988
  - 1r al Gran Premi Eddy Merckx
  - 1r a la Volta a Andalusia i vencedor d'una etapa
  - 1r al Tour de l'Est de Bèlgica
  - 1r a Drie Zustersteden
  - Vencedor d'una etapa del Tour del Mediterrani
- 1989
  - 1r al Tour de Flandes
  - 1r al Gran Premi de Denain
  - 1r a la Kuurne-Brussel·les-Kuurne
- 1990
  - 1r a l'A través de Bèlgica
  - 1r a Deutsche Weinstrasse
- 1991
  - 1r al Tour de Flandes
  - 1r a la Fletxa Brabançona
  - 1r al Grand Prix d'Ouverture La Marseillaise
  - 1r a Schaal Sels
- 1992
  - 1r a la Volta a Irlanda
  - 1r al Gran Premi de Denain
  - 1r al Grand Prix d'Ouverture La Marseillaise
  - 1r al Tour de la Haute-Sambre
  - Vencedor d'una etapa de la Volta a Espanya
  - Vencedor d'una etapa de la Volta a Irlanda
  - Vencedor d'una etapa de l'Étoile de Bessèges
- 1993
  - 1r a la Fletxa Brabançona
  - 1r al Stadsprijs Geraardsbergen
  - Vencedor d'una etapa del Tour de Romandia
  - Vencedor d'una etapa de la Volta a Luxemburg
- 1995
  - 1r a la Fletxa Brabançona

### Resultats al Tour de França
- 1989. 110è de la classificació general
- 1990. 101è de la classificació general
- 1991. 103è de la classificació general
- 1992. Abandona (13a etapa)
- 1993. 136è de la classificació general
- 1994. Abandona (14a etapa)

### Resultats a la Volta a Espanya
- 1992. 116è de la classificació general. Vencedor d'una etapa
- 1995. 102è de la classificació general